# Sofia Sandén
Karin Sofia Sandén, född 8 oktober 1973 i Leksands församling, Kopparbergs län, är en av de ursprungliga sångarna i folkmusikgruppen Ranarim och spelar även fiol. Hon slutade i Ranarim 2008.
Tillsammans med gruppen Ranarim blev hon vinnare av Manifestpriset för 2006 års folkmusikalbum. Ranarim blev även Grammisnominerad 2007.

## Diskografi
- 1998 – Leksands spelmanslag (GIGA)
- 1999 – Rosenbergs sjua R7 (DRONE)
- 1999 – Kurbits – Folkmusik från Dalarna (DRONE)
- 1999 – Hoven Droven More happy moments (Homerecords)
- 2000 – Ranarim Till Ljusan dag (DRONE)
- 2003 – Ranarim För världen älskar vad som är brokot (DRONE)
- 2004 – North –N.o.r.t.h Sound Propulsion
- 2005 – Sofia Sandén Courage (DRONE)
- 2006 – Ranarim Morgonstjärna (DRONE)
- 2008 – Ranarim Allt vid den ljusa stjärnan (Schmalensee Prod.)
- 2018 – Sofia Sandén & Maria Jonsson Långt bort i skogen (Dalakollektivet Records)
- 2022 – Ulrika Bodén & Sofia Sandén Sångsystrar (Dalakollektivet Records)